# NEW BEST NOW 70 (オフコースのアルバム)
『NEW BEST NOW 70』（ニュー・ベスト・ナウ70）は、1988年5月25日に発売されたオフコース通算5作目の非監修ベスト・アルバム。

## 解説
レコード会社主導によるベスト・アルバム。『NEW BEST NOW 70』シリーズの一作として発売された。
「愛を止めないで」、「Yes-No」はベスト・アルバム『SELECTION 1978-81』収録のリミックス・ヴァージョンで、それぞれ収録されている。

## 収録曲

### CT32-9014
| #   | タイトル                 | 作詞・作曲 | 編曲       | ストリングス編曲 | 時間 |
| --- | ------------------------ | ---------- | ---------- | ---------------- | ---- |
| 1.  | 「僕の贈りもの」         | 小田和正   | オフコース | 深町純           | 3:37 |
| 2.  | 「やさしさにさようなら」 | 小田和正   | オフコース | 小田和正         | 3:58 |
| 3.  | 「のがすなチャンスを」   | 鈴木康博   | 鈴木康博   |                  | 2:35 |
| 4.  | 「眠れぬ夜」             | 小田和正   | オフコース |                  | 3:15 |
| 5.  | 「ワインの匂い」         | 小田和正   | オフコース |                  | 3:13 |
| 6.  | 「こころは気紛れ」       | 小田和正   | オフコース |                  | 3:49 |
| 7.  | 「秋の気配」             | 小田和正   | オフコース | 小田和正         | 3:49 |
| 8.  | 「風に吹かれて」         | 小田和正   | オフコース | 小田和正         | 4:10 |
| 9.  | 「夏の終り」             | 小田和正   | オフコース |                  | 3:46 |
| 10. | 「愛を止めないで」       | 小田和正   | オフコース |                  | 3:41 |

| 全作詞・作曲: 小田和正、全編曲: オフコース、フリューゲルホルン：富樫要 (#14)、ストリングス編曲：小田和正 (#12)。 |                                |          |            |      |
| # | タイトル                       | 作詞     | 作曲・編曲 | 時間 |
| 11. | 「時に愛は」                   | 小田和正 | 小田和正   | 5:45 |
| 12. | 「言葉にできない」             | 小田和正 | 小田和正   | 6:18 |
| 13. | 「さよなら」                   | 小田和正 | 小田和正   | 4:58 |
| 14. | 「Yes-No」                     | 小田和正 | 小田和正   | 5:00 |
| 15. | 「I LOVE YOU」                 | 小田和正 | 小田和正   | 5:02 |
| 16. | 「生まれ来る子供たちのために」 | 小田和正 | 小田和正   | 4:53 |
| 17. | 「YES-YES-YES」                | 小田和正 | 小田和正   | 4:13 |

## リリース履歴
| # | 発売日        | リリース              | 規格 | 品番      | 備考               |
| - | ------------- | --------------------- | ---- | --------- | ------------------ |
| 1 | 1988年5月25日 | EXPRESS / TOSHIBA EMI | CD   | CT32-9014 |                    |
| 1 | 1988年5月25日 | EXPRESS / TOSHIBA EMI | CT   | ZT28-9014 | カセット同時発売。 |